# Phyllodactylus insularis
Phyllodactylus insularis är en ödleart som beskrevs av  Dixon 1960. Phyllodactylus insularis ingår i släktet Phyllodactylus och familjen geckoödlor. Inga underarter finns listade i Catalogue of Life.